# Lim Ju-hwan
Đây là một tên người Triều Tiên, họ là Lim.
Im Ju Hwan (hay còn viết là Lim Ju Hwan, tiếng Hàn: 임주환, sinh ngày 18 tháng 5 năm 1982) là một diễn viên Hàn Quốc. Anh được biết đến vai chính Park Kyu trong bộ phim truyền hình Tamra, the Island năm 2009 và Gong Jun Su trong phim truyền hình 2013 Ugly Alert.
Anh đi nghĩa vụ quân sự vào ngày 17/5/2011 và đã được hoàn thành vào ngày 16/2/2013.

## Danh sách phim đã đóng

### Truyền hình
| Năm  | Tên                                            | Vai diễn       | Kênh | Số tập |
| ---- | ---------------------------------------------- | -------------- | ---- | ------ |
| 2004 | Magic                                          |                | SBS  |        |
| 2005 | A Love To Kill                                 |                | KBS2 |        |
| 2006 | The Snow Queen                                 | Seo Keon-Ho    | KBS2 |        |
| 2006 | Don't Worry                                    |                | KBS2 |        |
| 2007 | Auction House "열한 번째 그림"                 | (cameo, ep10)  | MBC  |        |
| 2007 | Drama City "Pure Soon-yi"                      |                | KBS2 |        |
| 2007 | The Return of Shim Chung                       |                | KBS2 |        |
| 2008 | General Hospital 2                             | (cameo, ep6-7) | MBC  |        |
| 2008 | Single Dad in Love                             | Min Hyun-Gi    | KBS2 |        |
| 2009 | Boys Over Flowers                              | So Il-Hyeon    | KBS2 |        |
| 2009 | Tamra, the Island                              | Park Kyu       | MBC  |        |
| 2010 | Marriage War of Doenjang-kun and Natto-chan    |                | MBC  | 2      |
| 2011 | What's Up?                                     | Jang Jae-Hun   | MBN  |        |
| 2013 | Ugly Alert                                     | Kong Joon-Soo  | SBS  |        |
| 2014 | Drama Festival "The Diary of Heong Yeong-dang" |                | MBC  | 1      |
| 2015 | Shine or Go Crazy                              | Wang Wook      | MBC  |        |
| 2015 | Ma nữ đáng yêu (Oh My Ghost)                   | Choi Sung-Jae  | tvN  |        |
| 2016 | Uncontrollably Fond                            | Choi Ji-Tae    | KBS2 | 20     |
| 2017 | Bride Of The Water God                         | Hoo Ye         | tvN  |        |
| 2018 | Drama Special: Such a Long Farewell            | Bae Sang-hee   | KBS  |        |
| 2019 | Different Dreams                               | Fukuda         | MBC  |        |
| 2019 | The Great Show                                 | Kang Joon-ho   | tvN  |        |
| 2020 | The Game: Towards Zero                         | Gu Do-kyung    | MBC  |        |
| 2020 | The Spies Who You Loved Me?                    | Derek Hyun     | MBC  | 16     |

### Điện ảnh
| Năm  | Tựa                        | Vai             | Bạn diễn |
| ---- | -------------------------- | --------------- | -------- |
| 2006 | A Millionaire's First Love | Seung-Joon      |          |
| 2006 | Arang                      | Hyun-Ki (young) |          |
| 2007 | M                          |                 |          |
| 2008 | Do Re Mi Fa So La Si Do    | Yoon Jae-Kwang  |          |
| 2008 | A Frozen Flower            | Han Baek        |          |
| 2011 | The Suicide Forecast       | Young-Tak       |          |
| 2014 | The Con Artists            |                 |          |
| 2017 | Because I Love You         | Park Chan-Young |          |
| 2018 | Broker                     | Han Sung-Ho     |          |

###### Kịch
- Our Town (2002)
- The Good Doctor (2000)

Game show - Chương trình truyền hình
- Running man: 192, 266[2], 271&271[3]

## Giải thưởng
- 2013 SBS Drama Awards: Giải ngôi sao mới (Ugly Alert)
- 2009 17th Korean Culture and Entertainment Awards: Diễn viên xuất sắc (Tamra, the Island)

## Liên kết
- Lim Ju-hwan Lưu trữ ngày 19 tháng 4 năm 2013 tại Wayback Machine tại Blossom Entertainment (tiếng Hàn)
- Lim Ju-hwan trang Nhật Bản Lưu trữ ngày 3 tháng 10 năm 2015 tại Wayback Machine (tiếng Nhật)
- Im Ju-hwan Fan Cafe tại Daum (tiếng Hàn)
- Im Joo-hwan trên HanCinema
- Im Joo-hwan tại Korean Movie Database
- Im Joo-hwan trên IMDb